# Premis Oscar de 1934
Els Premis Oscar de 1934 (en anglès: 7th Academy Awards) foren presentats el 27 de febrer de 1935 en una cerimònia realitzada al Biltmore Hotel de Los Angeles. La cerimònia fou presentada per Irvin S. Cobb.

## Curiositats
Aquesta fou la primera cerimònia en la qual les pel·lícules elegibles eren naturals de l'any, així entraren en competició aquells pel·lícules projectades a la ciutat de Los Angeles entre l'1 de gener i 31 de desembre de 1934.
S'introduïren tres noves categories: Millor muntatge, Millor banda sonora i Millor cançó original.
La comèdia romàntica de Frank Capra Va succeir una nit fou la primera pel·lícula a aconseguir guanyar les cinc categories principals dels premis: millor pel·lícula, millor director, millor actor, millor actriu i millor guió (en aquest cas, millor guió adaptat). Aquest fet s'ha repetit únicament en dues ocasions més, el 1976 amb Algú va volar sobre el niu del cucut de Milos Forman i el 1992 amb El silenci dels anyells de Jonathan Demme.
Es va atorgar l'Oscar juvenil a l'actriu Shirley Temple, que comptava amb 6 anys, esdevenint la persona més jove que ha rebut mai un Oscar.

## Premis
| Millor pel·lícula | Millor director |
| --- | --- |
| - Va succeir una nit - The Barretts of Wimpole Street - Cleopatra - Flirtation Walk - L'alegre divorciada - Here Comes the Navy - The House of Rothschild - Imitation of Life - One Night of Love - The Thin Man - Viva Villa! - The White Parade | - Frank Capra per Va succeir una nit - Victor Schertzinger per One Night of Love - W. S. Van Dyke per The Thin Man |
| Millor actor | Millor actriu |
| - Clark Gable per Va succeir una nit com a Peter Warne - Frank Morgan per The Affairs of Cellini com a Alessandro, duc de Florència - William Powell per The Thin Man com a Nick Charles | - Claudette Colbert per Va succeir una nit com a Ellen "Ellie" Andrews - Bette Davis per Captius del desig com a Mildred Rogers (Nominació no oficial) - Grace Moore per One Night of Love com a Mary Barre - Norma Shearer per The Barretts of Wimpole Street com a Elizabeth Barrett Browning |
| Millor història | Millor guió adaptat |
| - Arthur Caesar per Manhattan Melodrama - Mauri Grashin per Hide-Out - Norman Krasna per The Richest Girl in the World | - Robert Riskin per Va succeir una nit (sobre hist. de Samuel Hopkins Adams) - Frances Goodrich i Albert Hackett per The Thin Man (sobre hist. de Dashiell Hammett) - Ben Hecht per Viva Villa! (sobre hist. d'Edgecumb Pinchon)                                                                |
| Millor banda sonora | Millor cançó original |
| - Louis Silvers (cap de departament) per One Night of Love (música de Victor Schertzinger i Gus Kahn) - Max Steiner (cap de departament) per L'alegre divorciada (música de Kenneth Webb i Samuel Hoffenstein) - Max Steiner (cap de departament) per La patrulla perduda (música de Max Steiner) | - Con Conrad (música); Herb Magidson (lletra) per L'alegre divorciada ("The Continental") - Vincent Youmans (música); Edward Eliscu i Gus Kahn (lletra) per Volant cap a Rio de Janeiro ("Carioca") - Ralph Rainger (música); Leo Robin (lletra) per She Loves Me Not ("Love in Bloom")         |
| Millor direcció artística | Millor fotografia |
| - Cedric Gibbons i Frederic Hope per The Merry Widow - Richard Day per The Affairs of Cellini - Van Nest Polglase i Carroll Clark per L'alegre divorciada | - Victor Milner per Cleopatra - Charles Rosher per The Affairs of Cellini - George J. Folsey per Operator 13 |
| Millor so | Millor muntatge |
| - John Livadary per One Night of Love (Columbia Studio Sound Department) - Thomas T. Moulton per The Affairs of Cellini (United Artists Studio Sound Department) - Franklin B. Hansen per Cleopatra (Paramount Studio Sound Department) - Nathan Levinson per Flirtation Walk (Warner Bros. Studio Sound Department) - Carl Dreher per L'alegre divorciada (RKO Radio Studio Sound)Department - Theodore Soderberg per Imitation of Life (Universal Studio Sound Department) - Douglas Shearer per Viva Villa! – (MGM Studio Sound Department) - Edmund H. Hansen per The White Parade (Fox Studio Sound Department) | - Conrad Nervig per Eskimo - Anne Bauchens per Cleopatra - Gene Milford per One Night of Love |
| Millor curtmetratge - Comèdia | Millor curtmetratge - Novetat |
| - La Cucaracha de Kenneth Macgowan i Pioneer Pictures - Men in Black de Jules White - What, No Men! de Warner Bros. | - City of Wax de Horace Woodard i Stacy Woodard - Bosom Friendsde Skibo Productions - Strikes and Spares de Pete Smith |
| Millor curtmetratge d'animació | Millor ajudant de direcció |
| - The Tortoise and the Hare de Walt Disney - Holiday Land de Screen Gems - Jolly Little Elves de Walter Lantz | - John S. Waters per Viva Villa! - Cullen Tate per Cleopatra - Scott Beal per Imitation of Life |

## Oscar Juvenil
- Shirley Temple,en reconeixement agraït de la seva destacada contribució a l'entreteniment durant l'any 1934

## Múltiples nominacions i premis
| Les següents pel·lícules van rebre diverses nominacions: - 6 nominacions: One Night of Love - 5 nominacions: Cleopatra, L'alegre divorciada, and Va succeir una nit - 4 nominacions: The Affairs of Cellini, The Thin Man, and Viva Villa! - 3 nominacions: Imitació a la vida - 2 nominacions: The Barretts of Wimpole Street, Flirtation Walk i The White Parade | Les següents pel·lícules van rebre més d'un premi: - 5 premis: Va succeir una nit - 2 premis: One Night of Love |